# سيباط القاضي
سيباط وتلفظ أحياناً ساباط. كلمة فارسية تعني السقيفة. دخلت إلى العربية ليقصد بها السقيفة بين دارين أو الغرفة الملتصقة بين دارين ويمر تحتها طريق أو حارة كما في الكثير من حارات الشام القديمة. وهذا هو حال «سيباط القاضي» في حي باب الدريب أحد أحياء حمص القديمة والشعبية. وللتعرف على حكاية هذا السيباط التقى بتاريخ 12/11/2008 بالسيد «عبد البصير رجوب» مختار الحي، والذي عرفنا على حكاية السيباط وأهميته في الحديث التالي.
بداية حدّثنا السيد «عبد البصير» عن «سيباط القاضي» وأهميته وتاريخه فقال: «يعود تاريخ هذا السيباط إلى أكثر من أربعمئة وخمسين عاماً تقريباً. وهذه المعلومات التاريخية توارثناها عن آبائنا، الذين نقولها بدورهم من آبائهم. وهذا السيباط هو ملكٌ لأسرة أرستقراطية متموّلة جداً، كانت تقطن هذا الحي. أما البناء الذي يقوم عليه السيباط تبلغ
مساحته 1500-1700متر تقريباً، ومديرية الآثار مطلعة على كافة تفاصيل السيباط.
فهو السيباط الوحيد في سورية الذي يصل طوله إلى أكثر من /20/ متر، فهو الأطول على مستوى القطر، ويقوم بتخديم عدة شوارع متصلة به. والبلاط الذي يحويه رُمم من قِبل الدولة عدة مرات، وهو البلاط الأساسي له. أما البلاط الذي خارج السيباط فهو عبارة عن كتل حجر دائرية. وبجانب السيباط هناك ضريح الصحابي «وحشة صوبان»، ويقصد السيباط العديد من الزوار يومياً».
وعن أسباب بناء السيباطات قديماً يقول: «كان السيباط قديماً منتشراً في أغلب أحياء «حمص» القديمة، لذلك تجد
هناك الكثير منه حالياً. وكان القدماء يقومون ببنائه اتقاءً للحر في الصيف، فيجلسون فيه، وكان الآغاوات يستعملونه لهذا الغرض. لذلك نجد في السيباط أمكنة مفرّغة من أجل وضع الفوانيس بداخلها، وهذه جميعها موجودة إلى تاريخ اليوم، وبطريقة فنية رائعة. فهذا الفن القيّم لا نجده اليوم. فالأبنية الحالية هي عبارة عن كتل بيتونية أشبه بعلب الكبريت، ولا نرى فيها أية لمسة فنية كالتي نجدها في الأبنية القديمة، وفي «سيباط القاضي» تحديداً».
وعن سبب تسمية هذا السيباط بـ«سيباط القاضي» يضيف المختار: «من حوالي المئة عام كان صاحب البناء الذي يقوم عليه السيباط رجل يسمى «توفيق الرفاعي» وكان قاضياً، فنسيَ أهل «حمص» كنيته وأصبح لقبه القاضي. وكانوا يقصدونه لحل مشكلاتهم ويجلسون في هذا السيباط. واشتهرت التسمية بـ«سيباط القاضي» حتى الآن نسبة إلى السيد «توفيق القاضي».
ثم ختم السيد «عبد البصير» حديثه عن السيباط بالقول: «جميع البيوت الموجودة بجانب السيباط ما زالت على حالتها الأثرية. ولكن الأهالي لديهم رغبة بإقامة أبنية جديدة مكان هذه البيوت العربية. فندعو الأهالي الكرام إلى التمسّك بهذا التراث العريق. كما ندعو مديرية الآثار أن تولي مزيداً من الاهتمام بهذا السيباط، شاكرين لها تعاونها في سبيل المحافظة عليه. فالروعة الفنية للسيباط توجب المتابعة الدائمة له».